# MBC ALCYANE A6E
MBC ALCYANE A6E (ALCYANE A6E) је професионални рачунар фирме MBC који је почео да се производи у Француској током 1983. године.
Користио је Intel 8085 микропроцесорску јединицу а RAM меморија рачунара је имала капацитет од 128 KB. 
Као оперативни систем кориштен је Alcybase, француски OS и језик, опционо CP/M.

## Детаљни подаци
Детаљнији подаци о рачунару ALCYANE A6E су дати у табели испод.
|                       |                                                             |
| [ 1 ]                 |                                                             |
| Произвођач            |                                                             |
| Тип                   | професионални рачунар                                       |
| Меморија              | 128                                                         |
| Поријекло             | Француска                                                   |
| Година                | 1983                                                        |
| Тастатура             | Тастатура са пуним помаком тастера са нумеричком тастатуром |
| Процесор              | 8085                                                        |
| Фреквенција процесора | 5                                                           |
| RAM                   | 128                                                         |
| ROM                   | 4                                                           |
| Текст                 | 80 x 24 / 128 x 24                                          |
| Графика               | 256 x 256                                                   |
| Боја                  | монохроматски                                               |
| Звук                  | непознато                                                   |
| Димензије             | непознато                                                   |
| Портови               |                                                             |
| Оперативни систем     |                                                             |